# Гексацианоферрат(III) олова
Гексацианоферрат(III) олова — неорганическое соединение,
соль олова и гексацианожелезной(III) кислоты с формулой Sn3[Fe(CN)6]2,
белые кристаллы,
не растворяется в воде.

## Получение
- Реакция хлорида олова(II) и гексацианоферрата(III) калия:

{\displaystyle {\mathsf {3SnCl_{2}+2K_{3}[Fe(CN)_{6}]\ {\xrightarrow {}}\ Sn_{3}[Fe(CN)_{6}]_{2}\downarrow +6KCl}}}

## Физические свойства
Гексацианоферрат(III) олова образует белые кристаллы.
Не растворяется в воде.